# بورگشتن
بورگشتن (به آلمانی: Burgstetten) یک شهر در آلمان است که در رمس-مور واقع شده‌است. بورگشتن ۳٬۴۳۷ نفر جمعیت دارد.